# 金東電影院
金東電影院是一座位於中華民國福建省金門縣金沙鄉的一家電影院，是金門第二座民營戲院，今登錄金門縣歷史建築。

## 沿革
1960年2月21日，臺北市議會議長張祥傳為了感念金門前線的軍官們，特地捐款12萬元興建一座戲院並進行破土儀式，為軍人提供一處休憩娛樂的場所。該建築於同年9月落成，啟用後，戲院附近的陽翟街區也隨之蓬勃發展，成為一個熱鬧的商店街，擁有理髮廳、撞球室、澡堂等各種商家。
1987年，由於沙美商圈日漸沒落，金東電影院在該年停止播映電影，並在後續因產權及股東糾紛等因素閒置，但仍作為軍方設施使用，成為大型集會的場所。2010年，隨著國軍裁撤，陽翟社區發展協會將請政府出面向軍方協調並撥借使用，以吸引藝文表演或辦理電影放映之社區文化中心使用。
2015年開始，金沙鎮公所開始規劃周邊環境工程並進行電影院內部的整修，直至2019年修復完成。2020年，金東電影院重新啟用。
目前該設施由金沙鎮公所管理，是金沙鎮重要的藝文與大型集會場所，不時舉辦各種相關展覽活動。

## 建築設計
金東電影院採用鋼筋水泥及和磚造為基礎結構，電影院正中央山頭懸掛于右任親自書寫的「金東電影院」五個紅色大字，大門的左側則刻有當年興建該電影院的紀念碑。電影院的正立面呈現雨庇挑檐設計，共有五開間，中央位置為入口，左右兩側分別設有原海報展覽牆面及售票口。入口處保留著水泥排隊用欄杆。左右立面開有多個窗戶以促進通風，高窗則位於窗戶上方。建築的正中央部位設有左右兩側的逃生門。在後側左右分別建有男女廁所。
室內特徵，金東電影院的平面格局呈現出長形平面，主以室內集會空間為主。從入口大門的左側可通往建築的二樓，而正中央則設有放映室，兩側分別為貴賓席。觀眾席按序降階，並保留著中央和左右兩側的走道以及木質座椅。地面使用原有的綠色地磚。舞台則作為表演、放映電影或影片。後方設有表演者休息室等配套設施。
2019年的修復過程中，金門縣文化局從中尋貨2具嚴重鏽蝕、幾成廢鐵的圖像投影儀，並對此進行修復，並保留當時擔任放映師的軍人塗鴉。

## 外部連結
- 金門觀光旅遊網｜金東電影院 （页面存档备份，存于）